# 拉脫維亞的歐元硬幣
拉脫維亞的歐元硬幣隨著歐元在2014年1月1日開始使用在拉脫維亞而正式流通，現時在歐元區各國均有機會發現其蹤跡。由拉脫維亞自行設計的一面共有三個樣式分別如下：
| € 0.01                                    | € 0.02 | € 0.05                           |
| ----------------------------------------- | ------ | -------------------------------- |
|                                           |        |                                  |
| 拉脫維亞的小國徽。                        |        |                                  |
| € 0.10                                    | € 0.20 | € 0.50                           |
|                                           |        |                                  |
| 拉脫維亞的大國徽。                        |        |                                  |
| € 1.00                                    | € 2.00 | 2歐羅幣緣                        |
|                                           |        | Dievs svētī Latviju 天佑拉脫維亞 |
| 拉脫維亞少女。                            |        |                                  |
| *有關歐元硬幣共同面的設計，參見歐元硬幣。 |        |                                  |

## 設計
拉脫維亞歐元硬幣的設計於2006年時在拉脫維亞銀行的網站上被公佈。在第二次世界大戰前的5拉特硬幣出現的拉脫維亞少女再度刻在面額1、2歐元的硬幣上（後來拉脫維亞少女在蘇聯時期象徵獨立
，在使用歐元之前的500拉特紙鈔亦有出現）。沿用自1、2拉特硬幣背面的拉脫維亞國徽繼續在拉脫維亞的10、20和50歐分出現而1、2和5歐分的設計則是承襲各拉分硬幣出現的盾徽。起初位於里加的自由紀念碑有機會刻上2歐元硬幣上，只是基於設計中紀念碑頂過份突出，改動了歐盟十二星的位置從而違反了歐洲中央銀行的法例。有見及此拉脫維亞決定唯有打消這個念頭。

## 發行
為了尋找合適的工廠，拉脫維亞銀行於2012年9月20日招標，
於2012年12月10日開標並由德國巴登-符騰堡鑄幣中標。造幣的工序從2013年7月開始，8款不同面值的硬幣的總鑄幣數量為120億枚。而拉脫維亞銀行現貨與金錢流通部門的主管則估計為了確保所有拉特硬幣可以全部轉換成歐元硬幣以及為歐元在拉脫維亞使用作儲備，在2013-2014年度需要40億枚歐元硬幣（總重量約達1600噸）。目前2014年的發行量如下︰
|        | 2014年       |
| 1歐分  | 一億二千萬枚 |
| 2歐分  | 八千萬枚     |
| 5歐分  | 五千萬枚     |
| 10歐分 | 四千萬枚     |
| 20歐分 | 三千五百萬枚 |
| 50歐分 | 二千五百萬枚 |
| 1歐羅  | 三千萬枚     |
| 2歐羅  | 二千萬枚     |

另外，在2014年3月27日，拉脫維亞銀行宣佈於2014年秋季為里加成為2014年歐洲文化之都而發行拉脫維亞第一枚2歐元紀念幣，發行量為100萬枚。